# William H. H. Ross

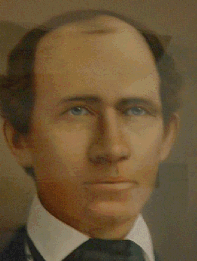
William H. H. Ross

William Henry Harrison Ross (* 2. Juni 1814 in Laurel, Delaware; † 29. Juni 1877 in Philadelphia, Pennsylvania) war ein US-amerikanischer Politiker und von 1851 bis 1855 Gouverneur des Bundesstaates Delaware.

## Frühe Jahre
William Ross besuchte die öffentlichen Schulen seiner Heimat und die Friend’s School in Pennsylvania. Danach arbeitete er im väterlichen Geschäft. Er begann auch mit dem Anbau von Pfirsichen auf der Farm seiner Familie. Wenige Jahre später eröffnete er in Seaford seinen eigenen Laden. Später sollte er, wie sein Vater, Präsident der Farmer’s Bank werden.

## Politischer Aufstieg und Gouverneur von Delaware
William Ross wurde Mitglied der Demokratischen Partei. In den Jahren 1844, 1848, 1856 und 1860 war er Delegierter auf den jeweiligen Democratic National Conventions. Bis zum Jahr 1850 hat Ross kein öffentliches Amt ausgeübt. Nachdem er von seiner Partei zum Kandidaten für die anstehende Gouverneurswahlen nominiert worden war, gelang es ihm, die Wahlen vom 12. November 1850 mit 23 Stimmen Vorsprung gegen Thomas Lockwood zu gewinnen. Er trat seine vierjährige Amtszeit am 21. Januar 1851 als jüngster Gouverneur von Delaware an.
Hauptthema seiner Regierungszeit war eine Verfassungsreform, die aber 1853 durch eine Volksabstimmung verworfen wurde. Der Bau einer Eisenbahn, die den Staat von Norden nach Süden durchqueren sollte, wurde in Angriff genommen. Gouverneur Ross, der selbst Sklaven beschäftigte, war ein Anhänger der Sklaverei und sympathisierte mit den Südstaaten. Aufgrund einer Verfassungsklausel durfte Ross 1854 nicht zur direkten Wiederwahl antreten. Daher musste er am 16. Januar 1855 aus seinem Amt ausscheiden.

## Weiterer Lebenslauf
Während des Amerikanischen Bürgerkriegs blieb er seiner Linie treu. Nachdem sich der Staat dem Norden angeschlossen hatte, wanderte Ross für einige Zeit nach England aus. Einer seiner Söhne schloss sich der Armee der Konföderierten Staaten an. Nach dem Krieg kehrte er wieder in seine Heimat zurück. Dort hatte er wegen des Krieges einen Teil seines Reichtumes verloren. Er wurde Senior Partner der Firma W. M. Ross and Company. William Ross starb im Juni 1877. Mit seiner Frau Emeline Hall hatte er zehn Kinder.